# 각궁 (국가민속문화재 제35호)
각궁(角弓)은 서울특별시 노원구, 육군사관학교 육군박물관에 있는, 조선시대 고종(재위 1863∼1907)이 사용하던 활이라고 전하며, 당시 활 만드는 장인 장문환이 제작하였다고 한다. 활의 전체길이는 124cm이고, 오금너비는 3cm이다. 1976년 12월 31일 대한민국의 국가민속문화재 제35호로 지정되었다.

## 개요
조선시대 고종(재위 1863∼1907)이 사용하던 활이라고 전하며, 당시 활 만드는 장인 장문환이 제작하였다고 한다. 활의 전체길이는 124cm이고, 오금너비는 3cm이다.
한국의 전통적인 각궁은 명성이 높고 독특한 자료로 만들었다. 글자 그대로 쇠뿔의 장점을 최대한으로 활용하여 제작한 것으로 한국의 대나무, 물소뿔, 쇠심, 구지뽕나무, 참나무, 화피의 6가지 재료로 구성된다.
이 각궁은 벚나무 껍질로 만든 화피 위에 채색을 하였으며, 시위고리를 거는 새코머리는 가죽으로 감싸서 3가지 색의 천으로 발랐고 그 밑에는 아(亞)자 무늬를 새긴 검은색 종이로 감쌌다. 특히 이 활의 검은색 양 단에 각각 '호미(虎尾)' 및 '주연(珠淵)'이라 작은 글씨가 새겨져 있어 특색을 이루고 있는데, '주연'이 고종황제의 호이므로 고종의 활이라는 내력을 보여주고 있다.
우리 나라는 활의 역사는 오래되었지만 각궁이 언제부터 널리 보급되었는지는 확실하지 않다. 다만 함흥 선원전에 태조 이성계의 유물로서 이 각궁이 보관되어 있었고, 또 『경국대전』에 각궁에 관한 내용이 많이 남아있는 것으로 보아 고려시대에 이미 각궁의 꾸밈새가 정형화되어 있었던 것으로 보인다.

## 참고 자료
- 각궁 - 국가유산청 국가유산포털